# ایالات متحده آمریکا در جنگ جهانی اول
آمریکا رسماً از ۶ آوریل ۱۹۱۷ تا پایان جنگ جهانی اول در این جنگ حضور داشت. پیش از این نیز آمریکا از حامیان اصلی انگلیس و سایر متفقین بود. آمریکا ۴ میلیون نظامی و ۱۱۰ هزار کشته در این جنگ داد.